# Municipio de Weymouth
El municipio de Weymouth (en inglés: Weymouth Township) es un municipio ubicado en el condado de Atlantic en el estado estadounidense de Nueva Jersey. En el año 2010 tenía una población de 2.715 habitantes y una densidad poblacional de 71.4 personas por km².

## Geografía
El municipio de Weymouth se encuentra ubicado en las coordenadas 39°25′24″N 74°47′18″O / 39.42333, -74.78833.

## Demografía
Según la Oficina del Censo en 2000 los ingresos medios por hogar en la localidad eran de $45,882 y los ingresos medios por familia eran $49,800. Los hombres tenían unos ingresos medios de $41,842 frente a los $29,464 para las mujeres. La renta per cápita para la localidad era de $18,987. Alrededor del 5,1% de la población estaba por debajo del umbral de pobreza.